# Saint-Germain-Lembron

Saint-Germain-Lembron este o comună în departamentul Puy-de-Dôme, Franța. În 1 ianuarie 2022 avea o populație de 2.020 de locuitori.